# Izák Trocký
Izák ben Avraham Troki (1533, Litevské velkoknížectví – 1594, Republika obou národů) byl karaitský učenec a polemický spisovatel. Je známý především svojí polemikou s katolíky, protestanty i pravoslavnou církví. Jeho nejznámější je polemické dílo Posílení víry (Chizuk Emuna), které poukazuje na nepřesnosti v křesťanství i na rozpory ve vyznání mezi katolíky a protestanty.